# Gerede (Verein)
Der Gerede e.V. / Verein für sexuelle und geschlechtliche Vielfalt ist ein gemeinnütziger Verein
in Dresden, der sich für die Belange und die Gleichstellung von homosexuellen, bisexuellen und transgender Menschen einsetzt. Förderer sind das Jugendamt der Stadt Dresden und der Landespräventionsrat Sachsen.

## Geschichte
Zum ersten Mal traf sich der Arbeitskreis „Homosexualität“ 1983. Vier Jahre später veranstaltete dieser Arbeitskreis unter dem Namen „GEREDE“ die ersten Aufklärungsprojekte an Dresdner Schulen. 1989 wurde GEREDE ein FDJ-Jugendclub, konnte sich eine Satzung geben und eigene Arbeitsgruppen bilden. Das „Rosa Telefon“ wurde das erste Beratungsangebot des Vereins. Kurz nach der Wiedervereinigung wurde aus dem Club Gerede am 21. August 1990 ein eingetragener Verein. Im Jahre 1991 organisierte der Gerede e. V. den ersten Dresdner Christopher Street Day. Ab 1995 bekam der Verein den Status eines freien Trägers der Jugendhilfe zugesprochen. 2003 konnte Gerede im Rahmen des Schulaufklärungsprojektes den 10.000sten erreichten Schüler feiern. Zwei Jahre später erweiterte sich das Programm um das Jugendcafé „Kontakt“, welches gleichgesinnten Jugendlichen die Möglichkeit bietet sich auszutauschen, Unterstützung zu finden und andere Jugendliche kennenzulernen. 2010 feierte der Gerede e. V. sein nunmehr 20-jähriges Bestehen.

## Konzept
Das Konzept des Gerede e. V. baut auf vier Säulen auf.

### Begegnung
Der Verein bietet eine Plattform für die unterschiedlichsten Gruppen- und Freizeitangebote für Interessierte jeden Alters. Durch eine Vielzahl an offenen Gruppen eröffnet sich die Möglichkeit, mit Menschen in Kontakt zu treten und Erfahrungen auszutauschen. Regelmäßig stattfindende Gruppen sind u. a., der christliche Stammtisch, die Laufgruppe, die TransID Gruppe für Ü 27, die trans*-Jugendgruppe und das Treffen der Queerkids für Regenbogenfamilien. Als wöchentliches offenes Treffangebot gibt es die vereinseigene Bibliothek sowie den Jungs- und Mädchentreff.

### Beratung
Für Menschen, die Unterstützung bezüglich ihrer sexuellen Orientierung oder Geschlechtsidentität suchen, bietet der Gerede e.V. Beratungen am Telefon, per Brief, E-Mail oder auch persönlich an. Die Beratungsangebote sind kostenlos, anonym und werden von ausgebildetem Beratungspersonal durchgeführt. Auch Angehörige und Freunde können die Beratungen wahrnehmen.

### Bildung
Das Schulaufklärungsprojekt „LiebesLeben“ und das  Bildungsprojekt „Respekt beginnt im Kopf“ widmen sich einerseits der Aufklärung von Jugendlichen und andererseits der Fort- und Weiterbildungen von Pädagogen und Multiplikatoren rund um das Thema sexuelle Identität und vielfältige Lebensweisen. Ausgebildete Moderatoren besuchen ehrenamtlich Jugendgruppen und Schulklassen und sprechen mit den Jugendlichen über Liebe, Partnerschaft, sexuelle Orientierung und  Identität und Toleranz. In einer interaktiven Gesprächsrunde werden diese Themen anschaulich und sensibel an die Jugendlichen herangetragen und besprochen. Die Projekte sind für Jugendliche ab 14 Jahren geeignet und können ab 90 Minuten angesetzt, aber auch zu Projekttagen ausgedehnt werden.

### Kultur
Der Verein bietet Filmabende, Autor*innenlesungen und diverse kulturelle Veranstaltungen zu einer breiten Palette an Themen an.

## Auszeichnungen
- Nominierung zum Verein des Jahres 2005
- SPD Demokratiepreis 2007
- Sächsischer Förderpreis für Demokratie 2008
- Preisträger „Ideen Initiative Zukunft“ 2011
- „Ausgewählter Ort“ des Wettbewerbs „365 Orte Orte im Land der Ideen“ 2011
- Preisträger „Ideen Initiative Zukunft“ 2012
- Engagementpreis 2016[1]